# Teucrium takoumitense
Teucrium takoumitense là một loài thực vật có hoa trong họ Hoa môi. Loài này được Förther & Podlech mô tả khoa học đầu tiên năm 2002.